# Kreml (Moszkva)

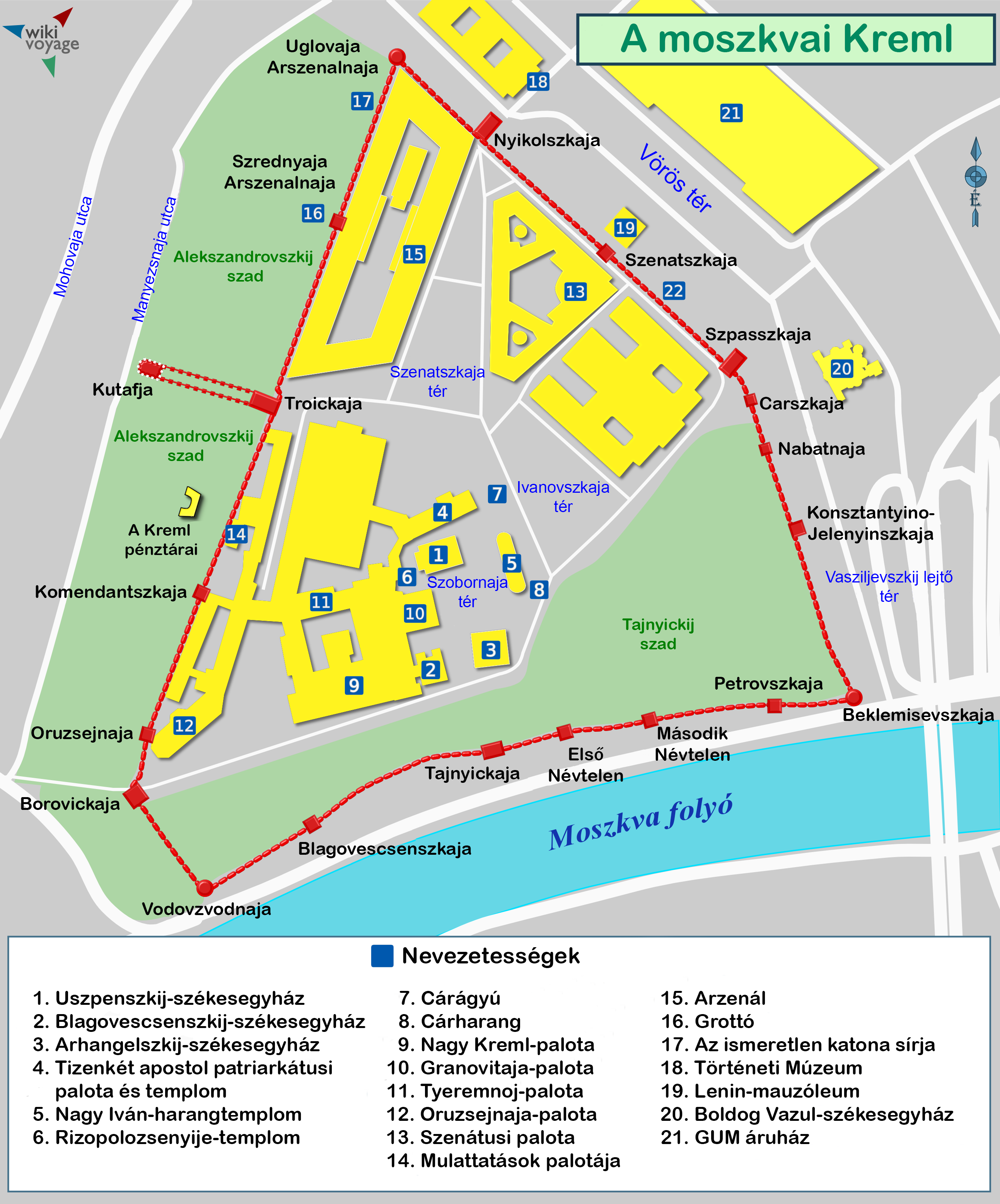
A Kreml térképvázlata

A Kreml (ritkábban: Kremlin, oroszul: Кремль) a modern szóhasználatban Moszkva közepének fallal körülvett történelmi épületegyüttesét, Oroszország kulturális és hatalmi központját, uralkodóinak és döntéshozóinak székhelyét jelenti. A kreml szó eredetileg olyan fellegvárat, citadellát jelölt, amelyet az ősi orosz városokban építettek, és amelyből több (pl. Kazany, Novgorod, Nyizsnyij Novgorod, Pszkov, Szuzdal) máig fennmaradt.
A moszkvai Kreml a várossal azonos nevű folyó partja fölé, a Borovickij dombra épült, és mára a világörökség része, a világ egyik leghíresebb épületegyüttese lett.

## Történeti áttekintés
A terület már az i. e. 2. évezredben is lakott volt. Moszkvát az Ipatyij-évkönyv említi először 1147-ben. A Moszkva és a Nyeglinnaja folyók találkozásánál a 11–12. század fordulóján a szláv vjaticsok megerősített települése állt. Helyén Jurij Dolgorukij szuzdali nagyfejedelem 1156-ban új, nagyobb erődítményt építtetett, ezt Batu kán seregei 1237–1238-ban felégették.
Az önálló Moszkvai fejedelemség székhelyeként a 14. század közepére jelentős várossá fejlődött és megerősítette vezető helyét északkeleti Rusz városai között.
Az évkönyvek 1331-ben említik először a Kremlt, mely ekkorra már az ide átköltözött orosz egyházfő, a metropolita székhelye is lett. Iván Kalita fejedelemsége idején (1325–1340) épültek az első kőtemplomok, (esetleg korábban, már a 13. század végén is), ezek mára nem maradtak fenn. Az erődítmény területét később megnövelték, sáncait tölgyfacölöpökkel erősítették meg, majd helyettük 1367-ben terméskőből masszív falakat és bástyákat emeltek. 1382-ben a Kreml állta is az ostromot, de a tatárok árulás segítségével bevették és feldúlták. Az újjáépítés során keletkezett templomok azóta szintén elenyésztek, mára csak egy épületrész, a Lázár feltámadása-templom maradt fenn.

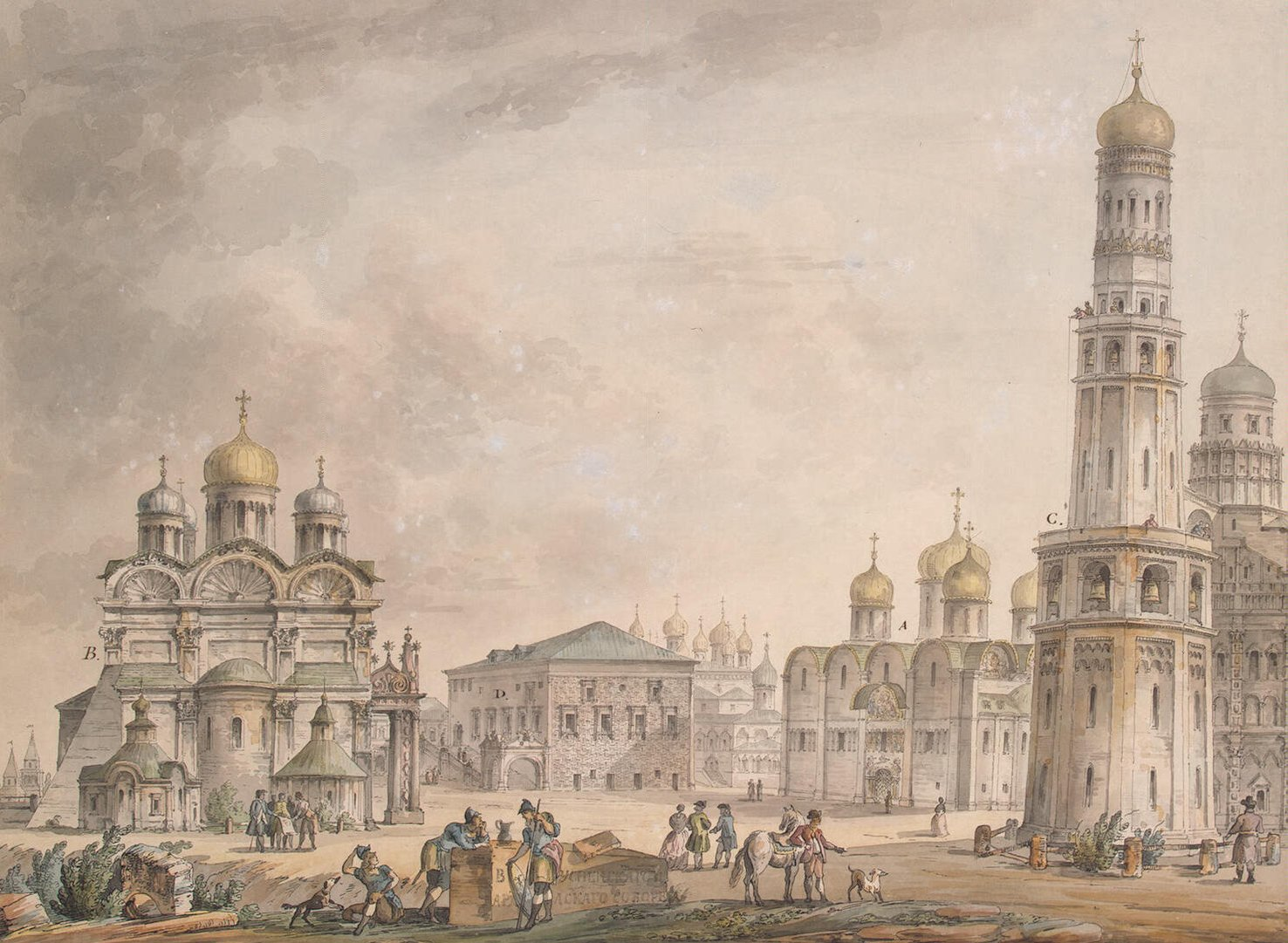
A Katedrális tér a Kremlben. Giacomo Quarenghi, 1797.

A 15. század végére Moszkva lett az egységesülő orosz állam központja, melyet uralkodói – Konstantinápoly 1453. évi eleste után – Bizánc és Róma örökösének tekintettek. A Kreml nagyszabású átalakításához III. Iván nagyfejedelem (1462–1505) neves itáliai építőmestereket hívott udvarába, köztük volt Aristotele Fioravanti, (aki előzőleg Mátyás király palotaépítkezésein dolgozott), Pietro Antonio Solari (Solari 1493-ban bekövetkezett halála után Alvisio da Carezzanót hívta meg az építkezés továbbfolytatására a cár) és Marco Ruffo. Irányításukkal épült ki a híres Katedrális tér a három székesegyházzal, a harangtoronnyal és a Granovitaja-palotával. Az olasz építőmesterek irányításával jelentősen megerősítették a védműveket: a korábbinál magasabb és erősebb falakat, védőbástyákat alakítottak ki és téglaburkolattal látták el azokat. A Nyeglinnaja és a Moszkva folyókat a keleti fal mentén (a mai Vörös tér területén) árokkal kötötték össze. Mire 1516-ban a munkák befejeződtek, a folyókkal és vizesárokkal körülvett, titkos járatokkal átszőtt Kreml bevehetetlen erődítménynek számított. Csaknem száz év múlva a lengyel-litván csapatok mégis elfoglalták és két éven át tartották megszállva. A Kuzma Minyin és Dmitrij Pozsarszkij vezette népfölkelő sereg foglalta vissza 1612-ben.
Az 1613-tól uralkodó Romanov-dinasztia cárjai a különböző korok stílusának megfelelően, fényűző palotákkal gazdagították a Kremlt, melynek hadászati jelentősége fokozatosan csökkent. A 17. században épült többek között Nyikon pátriárka palotatemploma és a Potyesnij-palota, ahol a cári család számára rendeztek mulatságokat és színielőadásokat. A védőbástyákat dekoratív sátortetőkkel látták el, a falak eredetileg négyszögletes "fogazatát" az ún. moszkvai vagy nariskini barokk stílus jegyében, "fecskefarkúra" alakították át, így láthatók ma is.
A 18. század elején I. Péter rendeletére kezdődött az Arzenál építése, de a cár nem kedvelte Moszkvát: az újonnan megépült Szentpétervárra helyeztette át a fővárost. A Kreml fénye ezzel megkopott, országos jelentősége tovább csökkent. II. Katalin azonban újra építkezni akart, ehhez előbb régi épületeket kellett lebontani, míg végül 1787-re elkészült a klasszicista stílusú Szenátus-palota.
1812-ben az orosz csapatok harc nélkül feladták Moszkvát, Napóleon hadserege a Kremlt is elfoglalta és bő egy hónapig megszállva tartotta. Kivonulásuk során a paloták és a tornyok egy részét a franciák felrobbantották, az egész épületegyüttes komoly károkat szenvedett. A helyreállítás Osip Bove építész irányításával évekig tartott. Több bástyatornyot, falrészletet, harangtornyot építettek újjá, más épületeket teljesen le kellett bontani. Ekkor temették be a 300 évvel korábban létesített vizesárkot is. A szintén felrobbantott régi cári rezidencia helyén épülhetett fel a 19. század közepén a Nagy Kreml-palota, mely a szentpétervári Téli Palotával volt hivatott versenyre kelni.
A szovjet időszak alatt újra Moszkva lett a főváros, és a Kreml fokozatosan az új rendszer szimbólumává vált. Lenin a Szenátus palotájában rendezkedett be, egykori dolgozó- és lakószobája ma múzeum. A főbb tornyok csúcsain az arany kétfejű sasokat rubin vörös csillagokra cserélték. Az egyik legrégebbi templom, a Megváltó-székesegyház épületét 1933-ban lerombolták. Régi korok kolostorait, palotáit bontották le, hogy helyükön felépülhessen 1961-ben a Kongresszusi palota (Dvorec szjezdov), mai nevén Állami Kreml-palota (Goszudarsztvennij kremljovszkij dvorec). A Kreml területét 1955-ben nyitották meg a látogatók előtt, 1961 óta múzeum.

## Az épületegyüttes

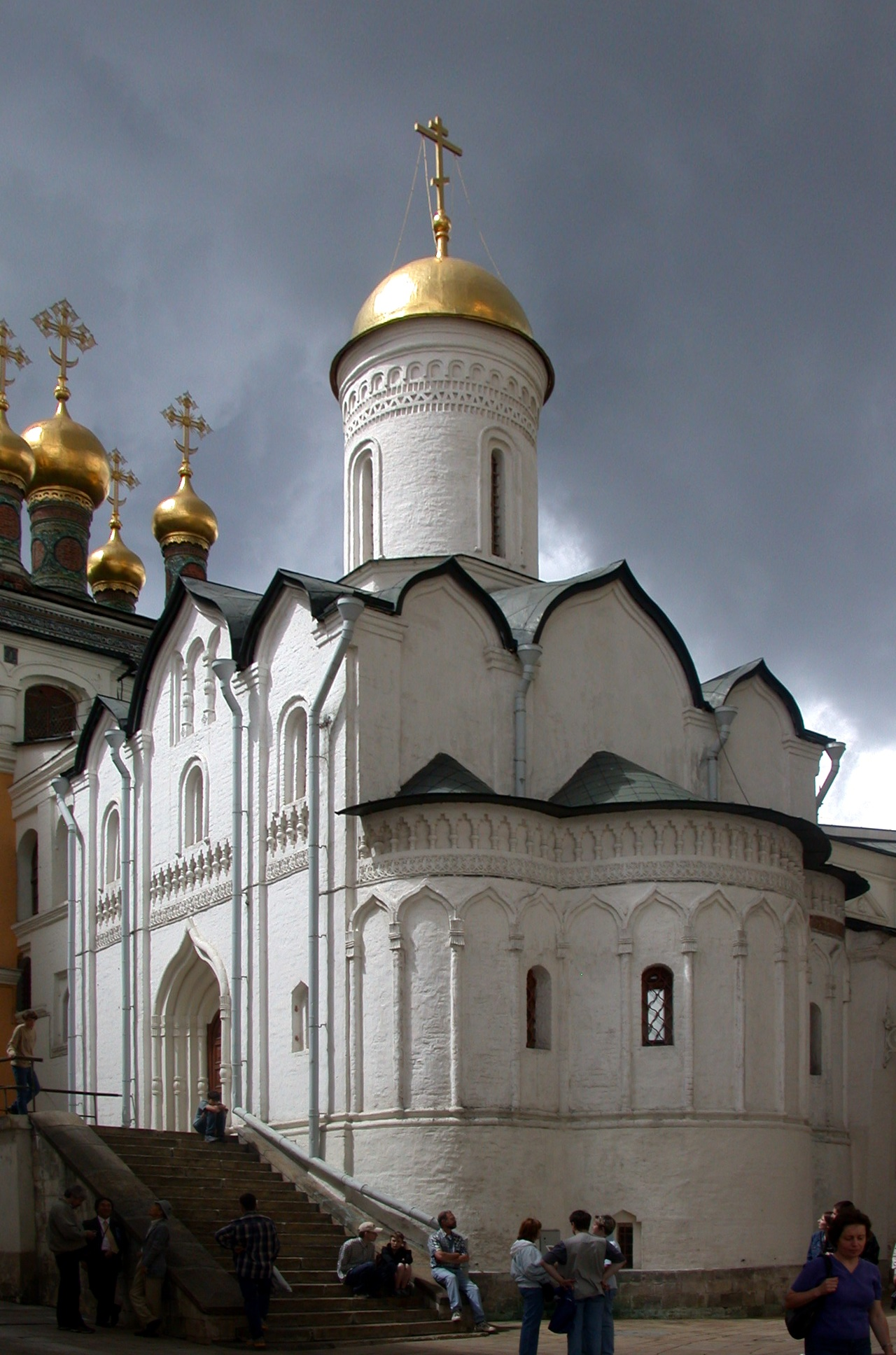
A Rizpolozsenije-templom

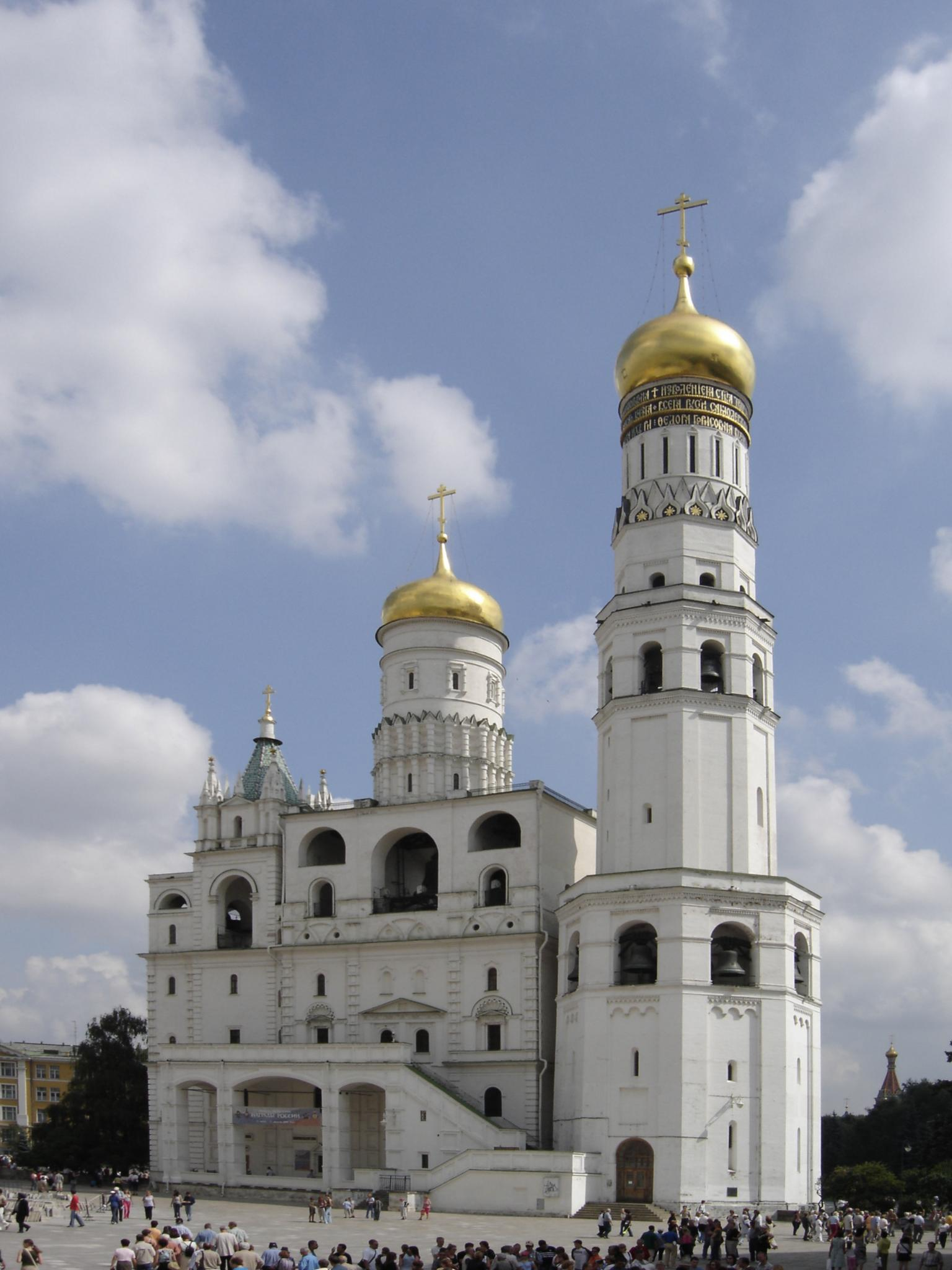
A Nagy Iván-harangtorony

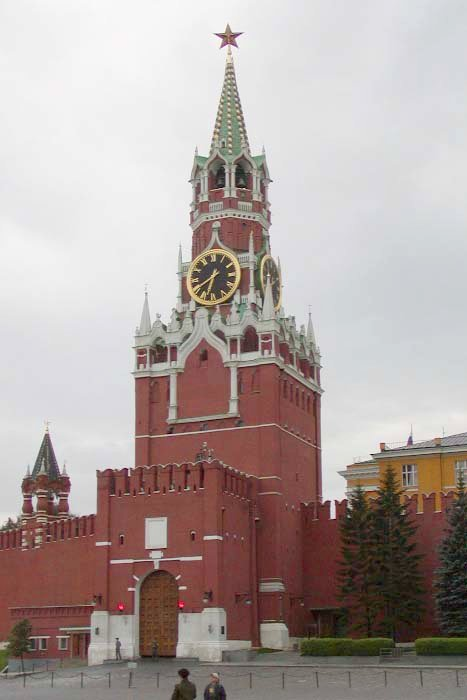
A Szpasszkaja-torony

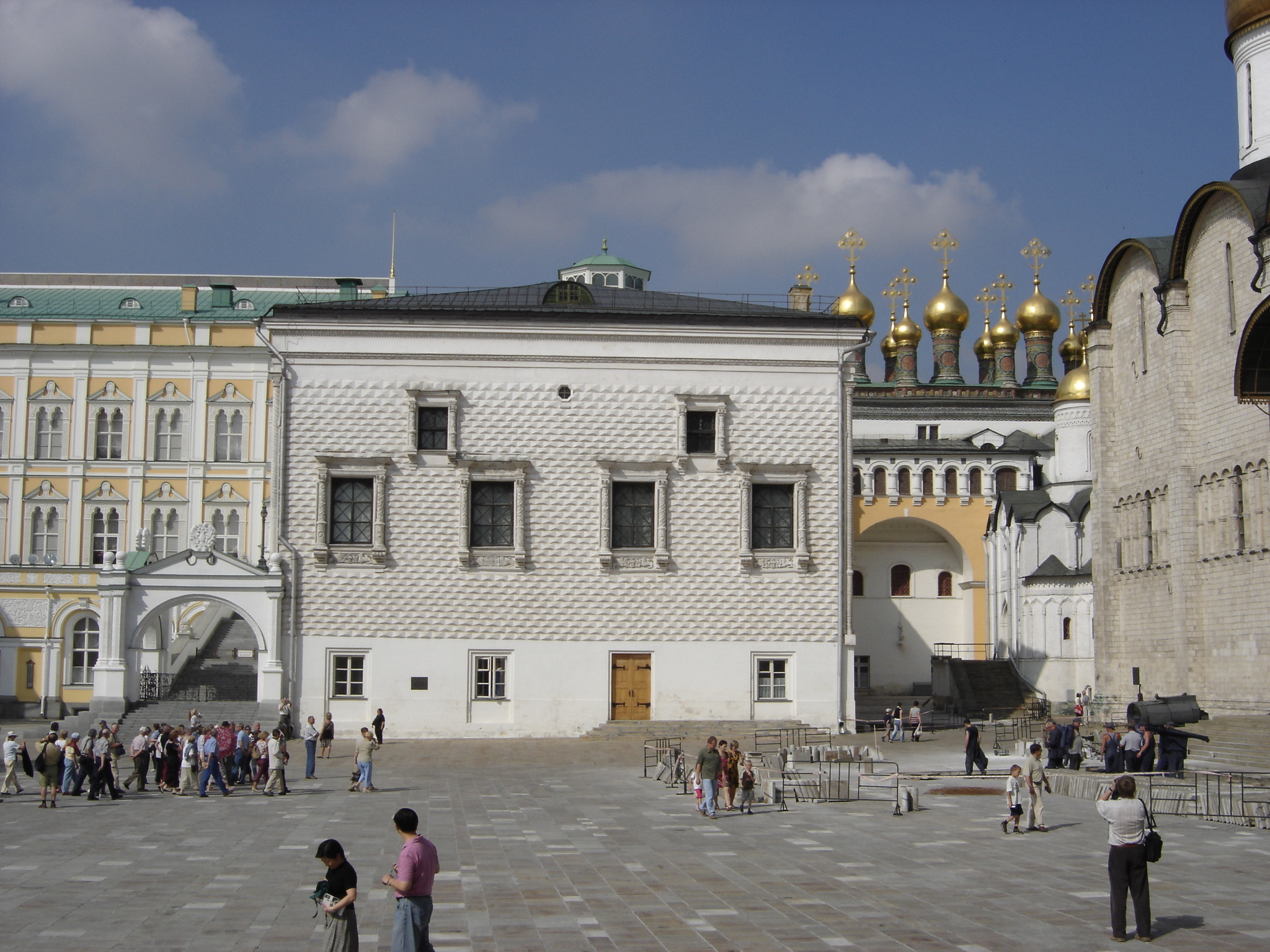
A Granovitaja-palota

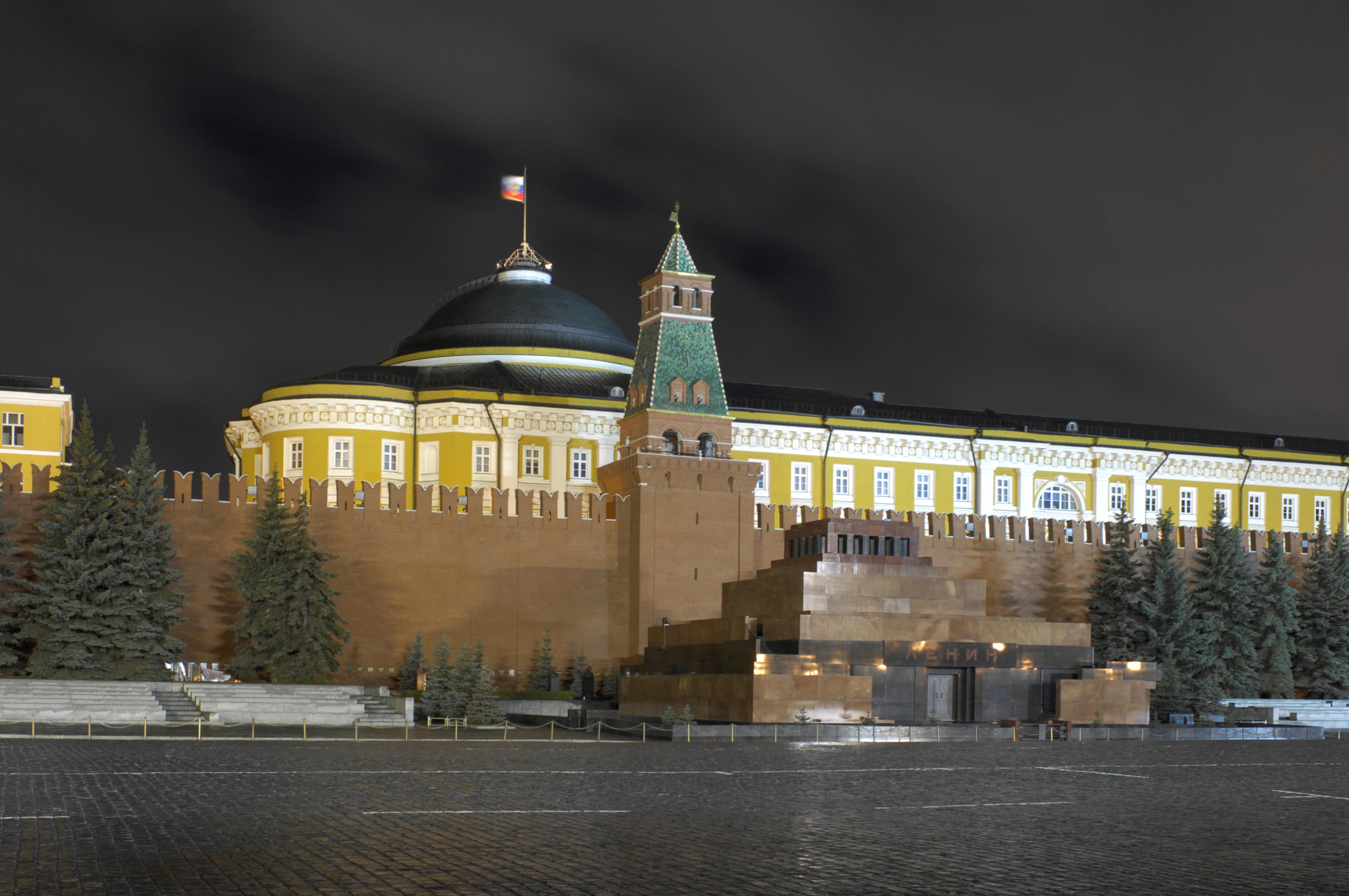
A Lenin-mauzóleum, a Szenátus-torony és a Szenátus-palota a Vörös tér felől.

A Kreml összterülete 27,5 ha. A szabálytalan háromszöget alkotó fal hossza 2235 m, magassága 5 és 19 m között váltakozik, vastagsága 3,5-6,5 m. A falakat és bástyákat 1485–1495 között emelték a III. Iván által behívott olasz mesterek irányításával. Eredetileg 18 védőbástya készült, a 17. században ezeket sátortetőkkel látták el és további két bástyatornyot is építettek.
A Carszkaja-tornyot most látható formájában 1680-ban építették, a Kreml tornyai közül ez a legkisebb és legutoljára megépült torony, sőt nem is számít igazi toronynak, hanem csak egy kőmennyezettel ellátott nyitott szobának, egy a fal teteje felett közvetlenül elhelyezett sátor alakú kamraszerű helyiségnek (ennek a toronynak a helyén IV. Iván orosz cár idejében is volt egy fatorony, ahonnan látni szerette, mi történik a Vörös téren, a torony innen kapta a nevét).
Méret és forma tekintetében kiemelkedőek a kör alakú saroktornyok és a kapuk – korábban felvonóhidakkal is ellátott – külső lőállásokkal kiegészített tornyai: a Vörös térre nyíló Szpasszkaja- és Nyikolszkaja-torony, mindkettő Pietro Antonio Solari alkotása (1491). A Kreml épületegyüttesének központja, a Katedrális tér (Szobornaja tér) három székesegyházáról kapta nevét és a 15. század végén alakult ki.
- A háromhajós, ötkupolás Uszpenszkij-székesegyház (Istenanya elszenderedése-székesegyház) volt az állami főtemplom, az orosz cárok koronázó-temploma. 1326-ban emelték az első, azonos nevű templomot a metropolita számára; helyette épült a székesegyház 1475–1479 között Aristotele Fioravanti mester irányításával.
- A Blagovescsenszkij-székesegyház (Angyali üdvözlet-székesegyház) a moszkvai nagyfejedelmek és cárok egykori házitemploma. Szintén az azonos nevű régi, 14. század végi templom helyén, annak alapjaira épült 1484–1489 között. Eredetileg három kupolája volt, az 1560-as években átépítették, akkor alakult ki a mai kilenckupolás épület.
- A tér délkeleti oldalán emelkedik az Arhangelszkij-székesegyház (Mihály arkangyal-székesegyház). A nagyfejedelmek és cárok temetkezési temploma volt, Aleviz Frjazin Novij (Alvisio Nuovo) irányításával építették 1505–1508 között. (Frjazin névvel illeték a külföldről érkezett mestereket.)
- A tér és sokáig a város legmagasabb, 81 m-es építménye volt a Nagy Iván-harangtorony (Ivan Velikij-harangtorony). Az eredeti, szintén 1505-1508 között emelt torony Bon Frjazin mester munkája. A felső, kerek dobbal utólag, 1600-ban egészítették ki. A háromszintes, nyolcszögű épület a város védelmi rendszerének is része volt, a Kreml legfőbb őrtornyaként szolgált. A 16. század közepén egy másik harangtornyot is építettek mellé, Petrok Malij építőmester irányításával.
- A harangtorony lábánál egy kőtalapzaton áll a Cár-harang, a világ legnagyobb harangja. A 216 tonnás mestermű azonban sohasem szólalt meg, mivel egy 1737-es tűzvész során kitört belőle egy 11,5 tonnás darab.
- A tér északi felén, a pátriárka palotája mellett áll a Cár-ágyú, a világ legnagyobb bronz ágyúja. Az 1586-ban öntött közel 40 tonnás fegyver 890 mm belső átmérőjű csöve a Szpasszkaja torony felé néz.
- A tér nyugati oldalára néz a legrégebbi fennmaradt világi épület, a Granovitaja-palota homlokzata. A reneszánsz stílusú palotaépület Marco Ruffo és Pietro Antonio Solari munkája (1487–1491). 495 m²-es, csupán 9 m belmagasságú termének boltozatait egyetlen központi oszlop tartja. A teremben többek között győzelmi ünnepségeket, tanácskozásokat tartottak, itt fogadták a külföldi követeket is.
- Mellette áll a Tyerem-palota, melynek alsó szintje a 16. század elejéről való, Alvisio da Carezzano munkája. Felső szintjeit később, 1635–1636-ban építették hozzá, attól fogva az első Romanov-cárok családjainak kedvelt lakhelye volt. A palotába építve található a Kreml legkorábbi építménye, az 1390-es évekből fennmaradt Voszkreszenyje Lazarja-templom (Lázár feltámadása-templom).
- A metropoliták egykupolás Rizpolozsenszkaja-templomát 1484–1486 között pszkovi építőmesterek készítették. A 17. századi egyházszakadást előidéző Nyikon pátriárka palotáját és házitemplomát, a Tizenkét apostol-templomot 1653–1656-ban emelték.
- A Kreml északkeleti sarkában áll az I. Péter által rendelt, de csak bő tíz évvel halála után befejezett Arzenal épülettömbje (1702–1736). A 18. század végén átépítették, majd a franciák felrobbantották. 1816–1828 között állították helyre vegyes, klasszicista és neogótikus stílusban.
- Az Arzenáltól délre található a Szenátus-palota klasszicista épülete. Eredetileg Vaszilij Bazsenov tervei alapján kezdték építeni 1776-ban, de pénzforrások híján az építkezés abbamaradt, közben a tervnek több értékes régi épület esett áldozatul. Végül Matvej Kazakov tervei szerint készült el 1787-ben.
- A Nagy Kreml-palota 125 m hosszú főhomlokzata a Moszkva-folyóra néz. Korábban itt állt a cárok régi rezidenciája, helyette épült 1838–1849 között Konsztantyin Ton és több más építész tervei alapján. Ez a Kreml legnagyobb létesítménye, épületébe a 15–16. századi paloták maradványait is belefoglalták.
- Ugyancsak Konsztantyin Ton tervei alapján készült el az Oruzsejnaja-palota (Fegyver-palota) neoreneszánsz stílusú épülete 1844–1851-ben. Múzeumában nemcsak régi fegyvereket, hanem arany- és ezüst edényeket, ékszereket őriznek, bemutatják a cári családok használati eszközeit, hintóit. Itt kapott helyet 1967-ben a világhírű Gyémántgyűjtemény is.

Napjainkban a Kreml több kormányzati szervnek ad otthont, itt van a moszkvai pátriárka lakosztálya, az Oroszországi Föderáció elnökének rezidenciája (a Szenátus épületében) és több múzeum. A Kreml épületegyüttese a Moszkvába látogató turisták legfontosabb célpontja. A szomszédos Vörös térrel együtt 1990-ben az első oroszországi kulturális helyszínek között vették fel az UNESCO világörökség listájára.